# Glycymeris scripta
Glycymeris scripta is een tweekleppigensoort uit de familie van de Glycymerididae. De wetenschappelijke naam van de soort is voor het eerst geldig gepubliceerd in 1778 door Born.